# 弘田佳孝
弘田 佳孝（ひろた よしたか、1971年9月1日 - ）は日本の作曲家、編曲家、ベーシスト、サウンドデザイナー。京都府出身。株式会社TTSプロダクツ代表取締役。別名義にKulko。

## 経歴
幼少の頃より音楽に親しみ、中学生の頃には地元のライブハウスに数多く出演していた。
高校卒業後、単身上京。写譜や演奏などのアルバイトをこなしながら作曲法を学び、次第に作曲家としての活動を開始していく。
その後、光田康典の誘いにより株式会社スクウェアでサウンドエフェクトのアルバイトとして働き、効果音制作で『ファイナルファンタジー（6,7,8）』などを手がける。映画・ゲーム音楽の他にも、様々なアーティストとのアルバム制作、舞台公演などのコラボレーションなどで活動。
2008年1月25日、株式会社TTSプロダクツを設立。代表取締役就任。
作曲家・植松伸夫のロックバンド EARTHBOUND PAPASにおいてベーシスト、編曲家としても活動している。

## 主な作品
※タイトル後の括弧内は発売年、対応ハード。

### サウンドデザイナー
- ファイナルファンタジーシリーズ
  - ファイナルファンタジーVI（1994年4月、SFC）
  - ファイナルファンタジーVII（1997年1月、PS）
  - ファイナルファンタジーVIII（1999年2月、PS）
- ライブ・ア・ライブ（1994年9月、SFC）
- クロノ・トリガー（1995年3月、SFC・PS）
- 聖剣伝説3（1995年9月、SFC）
- FRONT MISSION SERIES GUN HAZARD（1996年2月、SFC）
- バハムートラグーン（1996年2月、SFC）
- スーパーマリオRPG（1996年3月、SFC）
- FRONT MISSION 2（1997年9月、PS）
- チョコボの不思議なダンジョン （1997年12月、PS）
- パラサイト・イヴ（1998年3月、PS）
- レーシングラグーン（1999年6月、PS）
- クロノ・クロス（1999年11月、PS）
- クーデルカ（1999年12月、PS）

### ゲームコンポーザー
- 爆ボンバーマン2（1999年12月、N64） ※光田康典と共同
- ダイブアラート（1999年8月、NGP）
- ファーゼライ!（1999年12月、NGP）
- ソニックシャッフル（2000年12月、DC） ※大槻"KALTA"英宣と共同
- シャドウハーツシリーズ
  - シャドウハーツ（2001年6月、PS2） ※光田康典と共同
  - シャドウハーツII（2004年2月、PS2） ※伊藤賢治・光田康典と共同
  - シャドウハーツ・フロム・ザ・ニューワールド（2005年7月、PS2）※井元啓富・井元ともこと共同
- 聖闘士星矢 冥王ハーデス十二宮編（2007年2月、PS2） - 5曲担当
- 花咲くDSガーデニングLife（2007年7月、DS）
- ドンキーコング ジャングルクライマー（2007年8月、DS） - 5曲担当
- あなただけのプライベートレッスン DSではじめるティップネスのヨガ（2007年10月、DS）
- ヘラクレスの栄光 魂の証明（2008年5月、DS）
- D.Gray-man 奏者ノ資格（2008年5月、PS2）
- 高橋名人の冒険島 Wii（2009年4月、Wiiウェア）
- 絶体絶命都市3 -壊れゆく街と彼女の歌-（2009年4月、PSP）
- ツキビト（2009年8月、DS）
- アルトネリコ3 世界終焉の引鉄は少女の詩が弾く（2010年1月、PS3） - 「chmod b111000000/n」「XaaaCi.」を担当
- クッキンアイドル アイ!マイ!まいん! ゲームでひらめき! キラメキ! クッキング[6]（2010年2月、DS）
- 華ヤカ哉、我ガ一族（2010年7月、PSP）
- オトメディウス エクセレント!（2011年4月、Xbox 360）
- 勇者30 SECOND（2011年8月、PSP）
- スーパーモンキーボール 特盛あそビ〜タ!（2012年6月、PS Vita） - 一部楽曲を担当
- 神次元ゲイム ネプテューヌV（2012年8月、PS3） ※EARTHBOUND PAPAS名義で参加
- アンチェインブレイズ エクシヴ（2012年11月、3DS） ※EARTHBOUND PAPAS名義で参加
- シェルノサージュ〜失われた星へ捧ぐ詩〜（2012年4月、PS Vita） - 崩壊編第一幕「美し世界」作編曲
- ドキドキ!プリキュア なりきりライフ![6]（2013年8月、3DS）
- サーガ・オブ・ファンタズマ（2013年8月、iOS・Android） ※植松伸夫・成田勤・谷岡久美と共同
- 新次元ゲイム ネプテューヌVII（2014年4月、PS4）※EARTHBOUND PAPAS名義で参加
- かくりよの門（2014年6月、ブラウザ）
- 蒼海のプライヴァティア（2015年6月、ブラウザ）
- サガシリーズ
  - インペリアル サガ（2015年6月、ブラウザ）
  - サガ スカーレット グレイス（2016年12月、PS Vita）
  - サガ スカーレット グレイス 緋色の野望（2018年8月、PS4・Switch・iOS・Android・Steam）
  - インペリアル サガ エクリプス（2019年10月、iOS・Android・ブラウザ） - 1曲編曲・演奏
  - ロマンシング サガ リ・ユニバース（2021年6月、iOS・Android・ブラウザ） - 1曲編曲・演奏　※伊藤賢治と共同
- フェアリーフェンサー エフ ADVENT DARK FORCE（2015年11月、PS4）※EARTHBOUND PAPAS名義で参加
- グランマルシェの迷宮（2016年9月、iOS・Android）
- レベルアップガールズ（2017年3月、ブラウザ）
- EGGLIAシリーズ - 下村陽子と共同
  - EGGLIA 〜赤いぼうしの伝説〜（2017年4月、iOS・Android）
  - EGGLIA 〜最期のたまご〜（2018年8月、iOS・Android）
  - EGGLIA Rebirth（2021年12月、Switch）
- シアトリズム ファイナルファンタジー オールスターカーニバル（2016年9月、アーケードゲーム）
  - シーモアバトル -シアトリズムFFAC Arrange- from FFX（2017年3月） - 編曲
  - マトーヤの洞窟 -シアトリズムFFAC Arrange- from FF（2017年9月） - 編曲
  - ファイナルファンタジーV メインテーマ -シアトリズムFFAC Arrange- from FFV（2018年3月） - 編曲
  - ロックのテーマ -シアトリズムFFAC Arrange- from FFVI（2018年3月） - 編曲
  - J-E-N-O-V-A -シアトリズムFFAC Arrange- from FFVII（2018年6月） - 編曲
  - 赤い翼 -シアトリズムFFAC Arrange- from FFIV（2018年7月） - 編曲
  - ビッグブリッヂの死闘 -シアトリズムFFAC Arrange- from FFV（2018年12月） - 編曲
- シアトリズム ファイナルバーライン（2023年2月、Switch・PS4）
  - FFVII Special Arrange Medley -シアトリズムFBL Arrange（2023年2月） - 編曲
- ペニーブラッド（2025年予定、PS5・XSX/S・PC）※海田明里・植松伸夫・伊藤賢治と共同
  - ペニーブラッド：ヘルバウンド（2024年12月、Steam）※岩垂徳行と共同

### 参加CD

#### サウンドトラック関連
- ストリートファイターZERO3 ドラマアルバム （1999年1月） ※光田康典と共同
- バイオハザード2
  - バイオハザード2 ドラマアルバム 〜小さな逃亡者シェリー〜（1999年3月） ※光田康典と共同
  - バイオハザード2 ドラマアルバム 〜生きていた女スパイ・エイダ〜（1999年4月） ※光田康典と共同
- シャドウハーツシリーズ
  - シャドウハーツ オリジナルサウンドトラック（2001年7月） ※光田康典と共同
  - シャドウハーツ2 オリジナルサウンドトラック（2004年3月） ※伊藤賢治・光田康典と共同
  - シャドウハーツ・フロム・ザ・ニューワールド オリジナルサウンドトラック（2005年8月）
  - near death experience SHADOW HEARTS Arrangetracks（2005年8月）
- Angelic Vale アレンジトラックス（2005年2月）
- アルトネリコ
  - 珠洲ノ宮 Ar tonelico III hymmnos concert side. 紅（2010年1月）
    - 「chmod b111000000/n」作編曲
    - 「XaaaCi.」作編曲

  - アルトネリコ ヒュムノス ミュージカル ボーカルミニアルバム ココナ（2011年2月）
    - 「EXEC_HYMME_FRAY=FRANCESCA/.」作編曲
    - 「EXEC_FRIP_METAMORPHOSE/.」作編曲

  - クルトヒュムネス 〜神と対話した詩〜 アルトネリコヒュムノスコンサートコンプリートボックス（2013年2月） - 作編曲・演奏
- ローグギャラクシー プレミアムアレンジ（2006年1月）
- Hyper Game Music Event 2007 EXTRA The Live Album Vol.1（2008年4月） - 演奏
- ルクス・ペイン　オリジナル・サウンドトラック（2008年4月） - 演奏
- ぐわんげ アレンジアルバム＆オリジナルサウンドトラック（2010年2月） - 「神楽 （4面前半）」編曲
- 華ヤカ哉、我ガ一族 オリジナルサウンドトラック（2010年7月）  - 一部作編曲
- 悪魔城ドラキュラ トリビュート Vol.1 （2011年1月） - 「The Wolf Revealed」編曲
- オトメディウス エクセレント! オリジナルサウンドトラック（2012年3月） - 一部編曲
- 25th Anniversary ロックマン Rock Arrange Ver.（2012年10月） - 「Solarman from ROCKMAN10」編曲
- シアトリズム ファイナルファンタジー コンピレーションアルバム（2013年7月） - 音楽監修
- 東日本大震災義援金チャリティCD『Game Music PrayerII』（2014年4月）
- サガシリーズ
  - インペリアル サガ オリジナルサウンドトラック（2015年9月）  - 一部作編曲
  - サガ スカーレット グレイス オリジナル・サウンドトラック（2016年12月）  - 一部作編曲
  - Romancing SaGa Re;univerSe ORIGINAL SOUNDTRACK VOL.2（2022年6月）  - 一部作編曲
- かくりよの門 オリジナルサウンドトラック（2015年11月）  - 一部作編曲
- EGGLIA オリジナルサウンドトラック （2017年12月）
- 平成30年7月豪雨災害義援金チャリティCD「Game Music Prayer 4」（2019年2月）
- Music from FANTASIAN (Original Game Soundtrack) （2021年7月）  - 「死滅の果てに」Mixing Engineer

#### 楽曲提供・編曲ほか
- Ciel nosurge Genometric Concert Vol.2 〜想界の詩〜（2013年8月） - 「美し世界」作編曲
- EARTHBOUND PAPAS
  - アルバム『Octave Theory』（2011年2月）
  - アンチェインブレイズ エクシヴ オリジナル･サウンドトラック（2012年11月）
  - アルバム『DANCING DAD』（2013年9月）
  - テラバトル・ライブ音源CD『Terra Battle Live from Ping Pong Pit studio』（2015年5月、イベント販売のみ）
  - フェアリーフェンサー エフ ADVENT DARK FORCE オリジナルサウンドトラック（2015年12月）
- Talk While Asleep（1995年）Co-remixer with Fumiya Tanaka
- 芋月彩希・マキシシングル『月乃歌』（2005年1月）
- 片霧烈火
  - アルバム『キネマ・イン・ザ・ホール』（2007年4月）- 作編曲・プロデュース ※片霧烈火＠弘田佳孝名義
  - アルバム『晴れやかなるソラの行方』（2007年6月） - 「廃退録」
- 志方あきこ
  - アルバム『Istoria 〜Musa〜』（2007年12月） - 「Terpsichora - テルプシコラ -」
  - マキシシングル『うみねこのなく頃に』（2008年8月） - 「金色の嘲笑 〜麗しの晩餐〜」 編曲
- 霜月はるか
  - CD＆小説『追葬の窓』（2009年8月） - 演奏
  - アルバム『グリオットの眠り姫』（2009年10月）
    - 「お姫様と道化師」編曲
    - 「斑の王国」編曲
    - 「羽に縋る者」作曲・編曲

  - アルバム『落日の迷い子』（2012年12月） - 演奏
  - アルバム『零れる砂のアリア』（2012年4月） - 「第四楽章 狂気」作編曲
  - アルバム『レムルローズの魔女』（2013年10月） - 作編曲
- みとせのりこ
  - アルバム『ヨルオトヒョウホン（夜音標本）』（2005年3月） - 「天の鈴」
  - アルバム『カタン -cotton-』（2007年5月） - 「曼珠沙華」アレンジ
  - コラボレーションアルバム『message』（2008年12月） - 「片羽＜カタハ＞のコトリ」作編曲
  - アルバム『yorlga』（2010年5月） - 作編曲・プロデュース ※みとせのりこ・弘田佳孝名義
  - アルバム『カタン＜第二集＞』（2011年6月） - 「花嫁人形」編曲
  - アルバム『vierge automatique 〜擬似少女楽園廃墟II〜』（2012年9月） - 「とおりゃんせ」編曲
  - アルバム『宵待ロマンチカ』（2013年7月）
    - 「桜散ル夜 〜ハナチルヤ〜」作編曲
    - 「君知ル哉、此ノ華」作編曲

  - オトメイト Best Vocal Vol.1（2011年6月） - 「桜散ル夜 〜ハナチルヤ〜」作編曲
  - アルバム『yorlga II』（2017年3月） - 作編曲・プロデュース
- やまだん / SPARKING!!!（2011年8月） - 劇団R:MIX公演「魔王転生」挿入歌「何処までも」作編曲
- ライデンドロップス『冬の猿』（2011年10月） -  演奏 ※Kulko名義

### その他
映画
- もう、ひとりじゃない（1998年4月） ※三留一純と共同
- 荒冢行（2017年4月）※藤岡千尋・大木理沙と共同
- KATA（2020年12月） - James Latimer監督による短編映画

CM
- 東京2020パラリンピック内閣府メモリアルCM（2022年3月）

舞台
- 劇団R:MIX公演  - 音楽製作チームのメンバーとして参加
  - 「魔王転生」（2008年10月30日-11月2日）
  - 「ストラルドブラグ -魔神邂逅-」（2010年10月13日-17日）
  - 「虹色の輪舞曲」（2012年1月25日-29日）

DVD
- 霜月はるか『Haruka Shimotsuki Original Fantasy Concert 2012 〜FEL FEARY WEL〜』（2012年11月） - ゲスト参加

## 関連記事
- ゲーム音楽の作曲家一覧